# Sillago flindersi
El silago escolar oriental (Sillago flindersi) es una especie de peces de la familia Sillaginidae en el orden de los Perciformes.

## Morfología
Los machos pueden llegar alcanzar los 32 cm de longitud total.

## Distribución geográfica
Se encuentra en el Pacífico occidental: desde el sur de Queensland (Australia) hasta el sur del  continente australiano y la costa este de Tasmania.